# Malik Benlevi
Malik Ammon Benlevi (Savannah, 20 marzo 1997) è un cestista statunitense.